# Euonymus sachalinensis
Euonymus sachalinensis là một loài thực vật có hoa trong họ Dây gối. Loài này được (F.Schmidt) Maxim. mô tả khoa học đầu tiên năm 1881.

## Hình ảnh

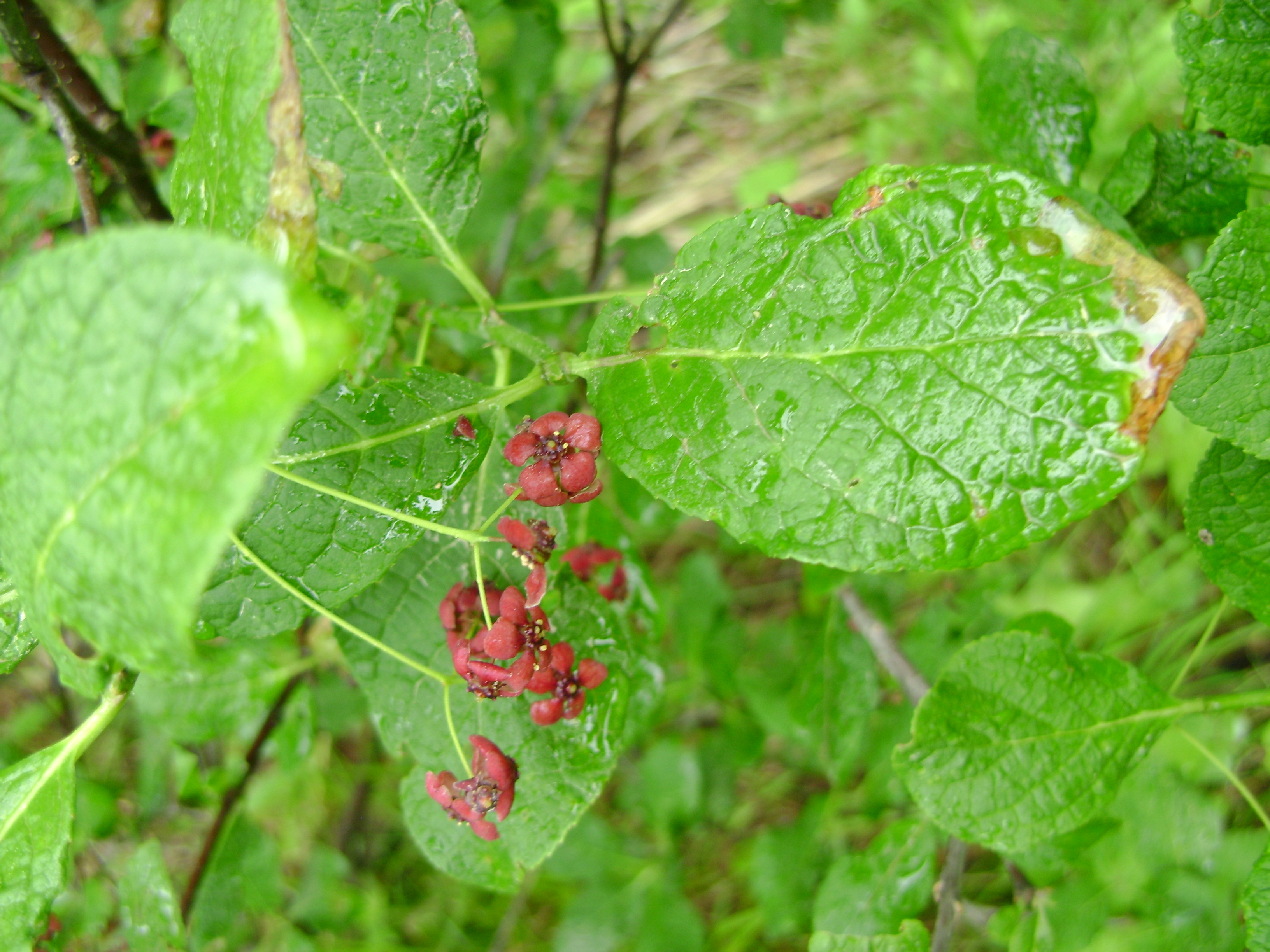
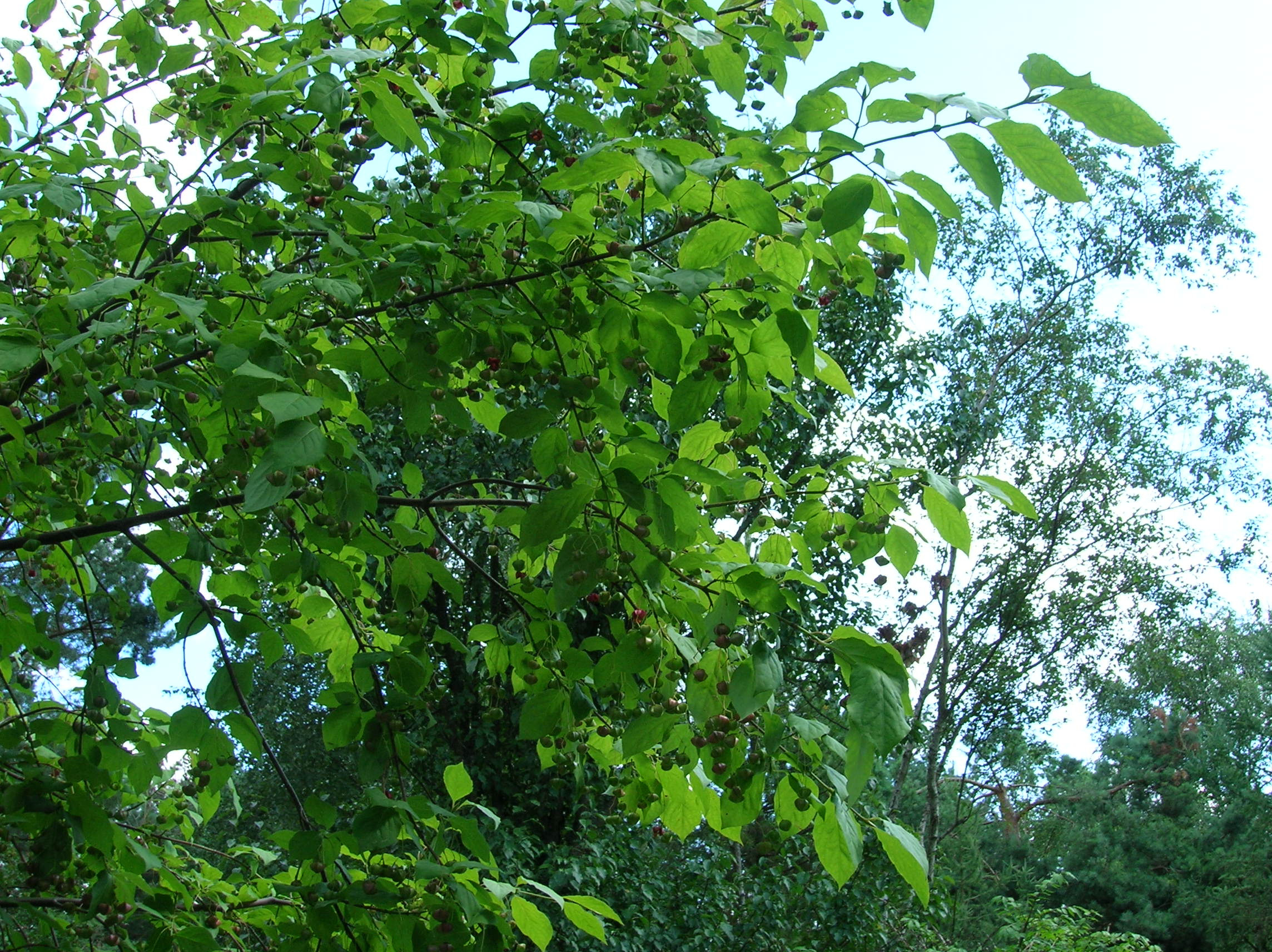
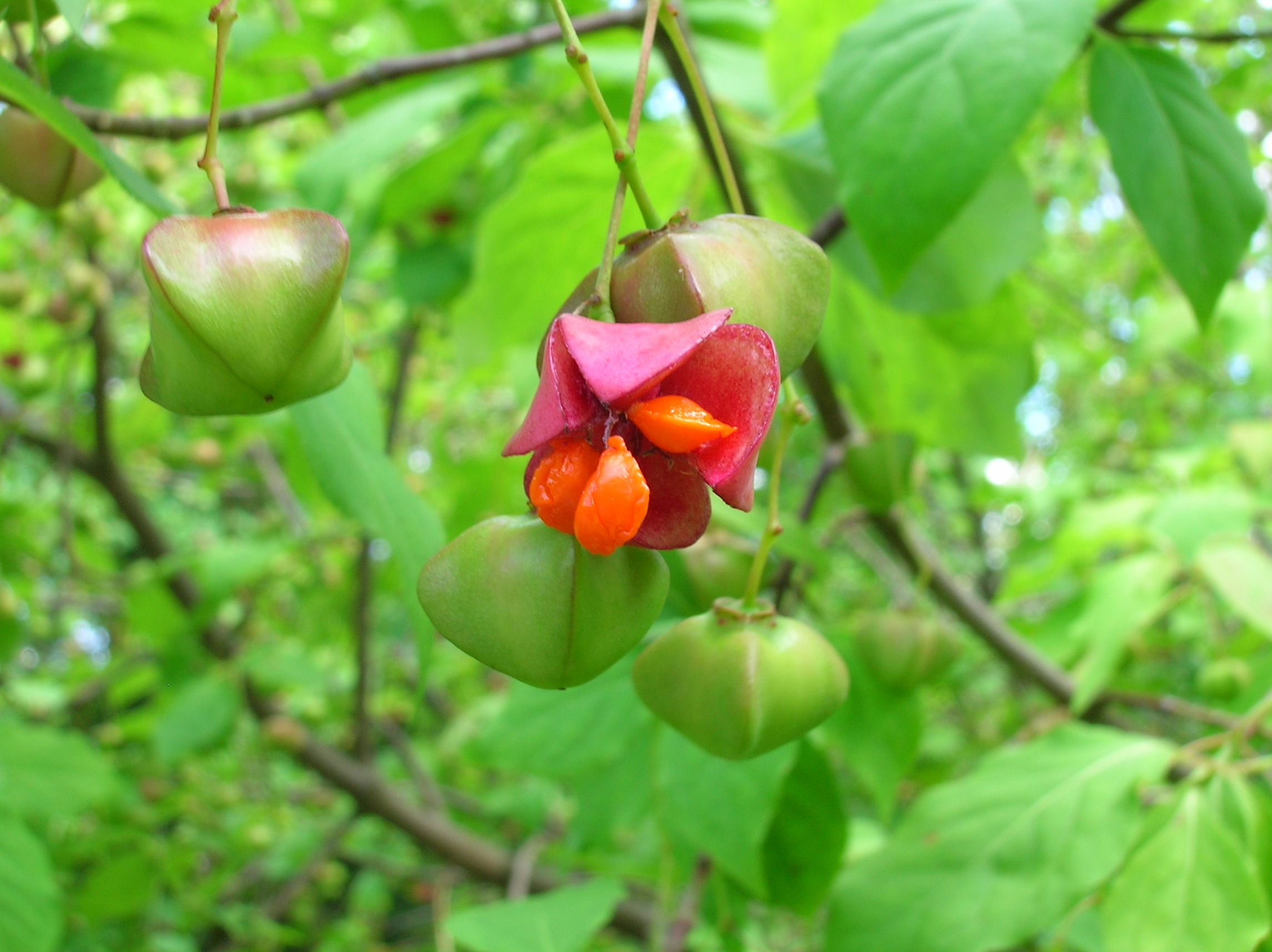
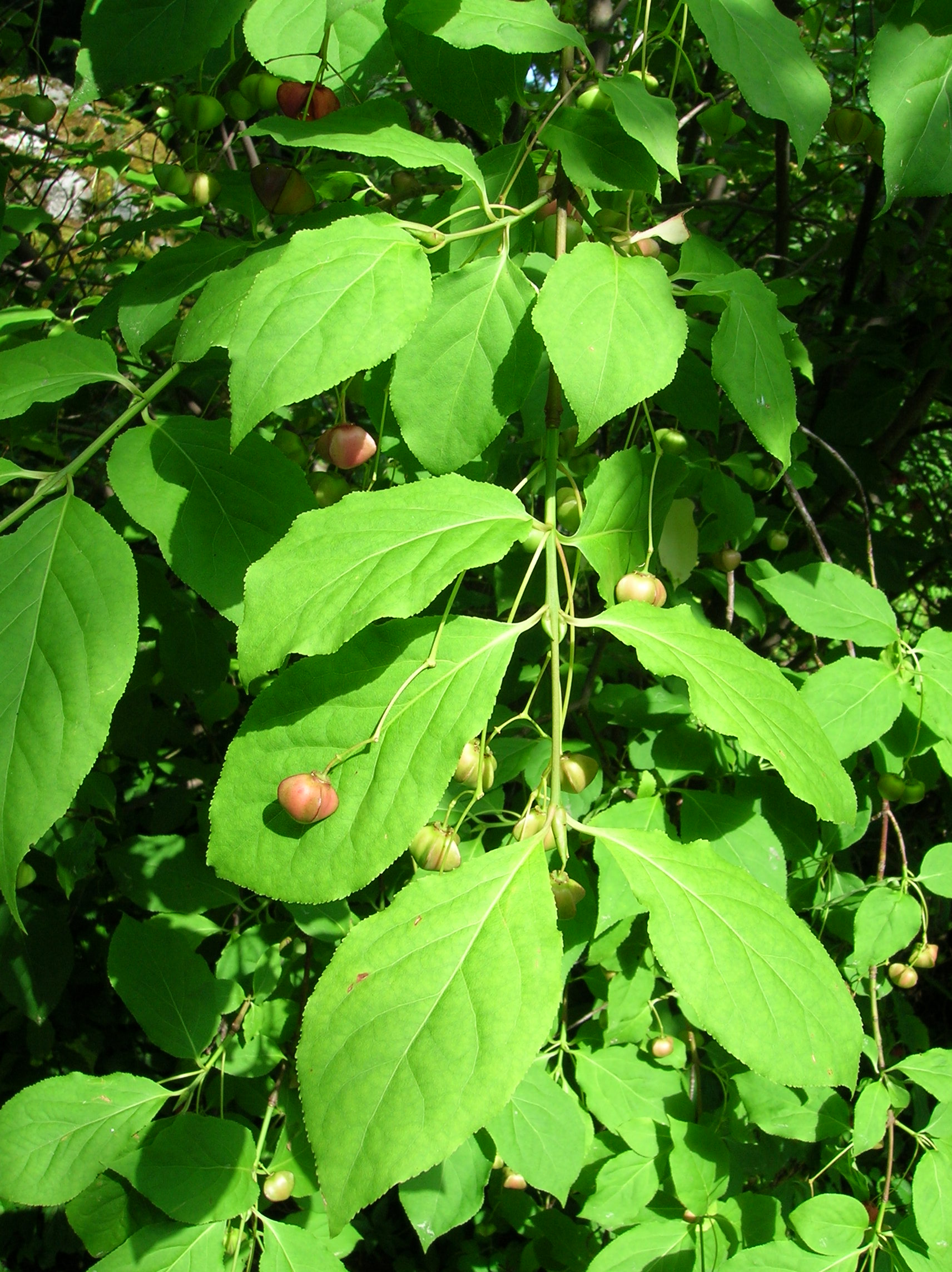